# Liebstedt
Liebstedt este o comună din landul Turingia, Germania.